# Mark Sittich von Hohenems
Mark Sittich von Hohenems, ou Marcus Sitticus Altemps (né en  1533 à Hohenems, aujourd'hui en Autriche, alors dans le Saint-Empire romain germanique et mort le 15 février 1595 à  Rome) est un cardinal allemand du XVIe siècle. Sa mère est la sœur du pape Pie IV et il est le cousin des cardinaux Gianantonio Serbelloni (1560) et Carlo Borromeo (1560).

## Biographie

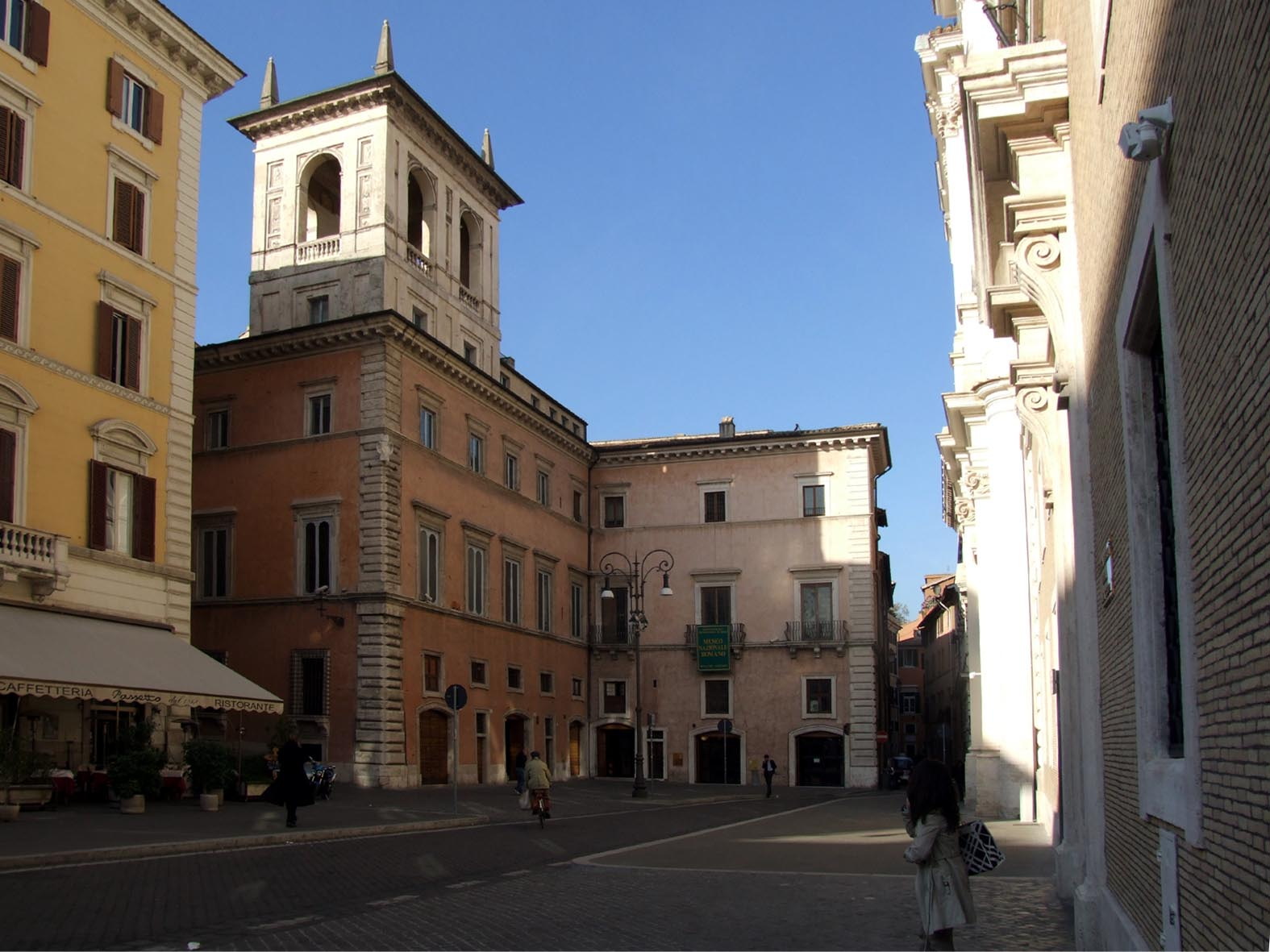
Palais Altemps

Mark Sittich von Hohenems participe à la guerre de Toscane sous le commandement de Giangiacopo de' Medici et se bat aussi contre les Turcs. Il est clerc de la chambre apostolique. Il a un fils naturel, Roberto, qu'il légitime après.
Hohenems est élu évêque de Cassano en 1561, mais résigne déjà la même année et devient légat auprès de l'empereur Ferdinand Ier et Maximilien, roi des romains.
Le pape Pie IV, son oncle, le crée cardinal lors  du consistoire du 26 février 1561. La même année il est élu évêque de Constance et nommé légat perpetuo en Avignon. Le cardinal Hohenems est gouverneur de Ferno, de Norcia et Montagna, des Marches, d'Ascoli, d'Ancône et Cereti, de Capranica et de Viterbe. Il fait construire le Palazzo Altemps à Rome.
Hohenems participe  au conclave de 1565-1566 (élection de Pie V), au conclave de 1572 (élection de Grégoire XIII), au conclaves de 1590 (élection d'Urbain VII et de Grégoire XIV) et à ceux de 1591 (élection d'Innocent IX) et de 1592 (élection de Clément VIII).

### Sources
- Fiche du cardinal sur le site fiu.edu